# 津連隊区
津連隊区（つれんたいく）は、大日本帝国陸軍の連隊区の一つ。前身は津大隊区である。当初は三重県の一部、後に同県全域の徴兵・召集等兵事事務を取り扱った。実務は津連隊区司令部が執行した。1945年（昭和20年）、同域に津地区司令部が設けられ、地域防衛体制を担任した。

## 沿革
1888年（明治21年）5月14日、大隊区司令部条例（明治21年勅令第29号）によって津大隊区が設けられ、陸軍管区表（明治21年勅令第32号）により三重県の一部が管轄区域に定められた。第3師管第5旅管に属した。この時、三重県の残り区域は大津大隊区に属していた。
1896年（明治29年）4月1日、津大隊区は連隊区司令部条例（明治29年勅令第56号）によって連隊区に改組され、旅管が廃止となり第3師管に属した。
1903年（明治36年）2月14日、改正された「陸軍管区表」（明治36年勅令第13号）が公布となり、再び旅管が採用され連隊区は第3師管第5旅管に属した。
日本陸軍の内地19個師団体制に対応するため陸軍管区表が改正（明治40年9月17日軍令陸第3号）となり、1907年（明治40年）10月1日、桑名連隊区などが創設され、管轄区域の大幅な変更が実施された。第3師管第30旅管の所属となった。
1925年（大正14年）4月6日、日本陸軍の第三次軍備整理に伴い陸軍管区表が改正（大正14年軍令陸第2号）され、同年5月1日、旅管は廃され第16師管の所属となり、管轄区域が大幅に変更され三重県全域となった。
1940年（昭和15年）8月1日、津連隊区は中部軍管区京都師管に属することとなった。1945年2月11日、津連隊区は東海軍管区名古屋師管に所属が変更された。同年には作戦と軍政の分離が進められ、軍管区・師管区に司令部が設けられたのに伴い、同年3月24日、連隊区の同域に地区司令部が設けられた。地区司令部の司令官以下要員は連隊区司令部人員の兼任である。同年4月1日、名古屋師管は名古屋師管区と改称された。

## 管轄区域の変遷
1888年5月14日、陸軍管区表（明治21年勅令第32号）が制定され、津大隊区の管轄区域が次のとおり定められた。
- 三重県

安濃郡・桑名郡・員弁郡・三重郡・朝明郡・鈴鹿郡・奄芸郡・河曲郡・一志郡・飯高郡・飯野郡・多気郡・度会郡・答志郡・英虞郡・南牟婁郡・北牟婁郡
1896年4月1日、連隊区へ改組された際に、管轄区域に津市が加えられた。さらに、郡制施行による郡の統廃合により陸軍管区表が改正され、1897年（明治30年）4月1日に三重郡・朝明郡を三重郡に、奄芸郡・河曲郡が河芸郡に、飯高郡・飯野郡が飯南郡に、答志郡・英虞郡が志摩郡に変更された。変更後の管轄区域は以下のとおり。
- 三重県

津市・安濃郡・桑名郡・員弁郡・三重郡・鈴鹿郡・河芸郡・一志郡・飯南郡・多気郡・度会郡・志摩郡・南牟婁郡・北牟婁郡
1898年（明治31年）4月1日、管轄区域に四日市市が加えられた。
1907年10月1日、桑名連隊区などが新設されたことに伴い、管轄区域が陸軍管区表（明治40年9月17日軍令陸第3号）により次のとおり定められた。宇治山田市を加え、四日市市・桑名郡・員弁郡・三重郡を桑名連隊区へ移管した。
- 三重県

津市・宇治山田市・河芸郡・鈴鹿郡・安濃郡・一志郡・飯南郡・多気郡・度会郡・志摩郡・北牟婁郡・南牟婁郡
1925年5月1日、陸軍管区表の改正に伴い桑名連隊区・大津連隊区が廃止され、旧桑名連隊区から三重県四日市市・桑名郡・員弁郡・三重郡が、旧大津連隊区から阿山郡・名賀郡が編入され、管轄区域は三重県全域となり廃止されるまで変更はなかった。

## 司令官
津大隊区
- （心得）山田至通 歩兵大尉：1888年5月14日 -
- 田中伸稲 歩兵少佐：1895年5月17日[11] -

津連隊区
- 田中伸稲 歩兵少佐：不詳 - 1898年4月9日
- 神戸守正 歩兵少佐：1898年4月9日 - 1900年5月1日
- 神戸守正 後備歩兵少佐：1900年5月1日 - 1902年11月1日
- 遠藤敬吉 歩兵少佐：1902年11月1日 -
- 高島嘉蔵 歩兵少佐：1905年11月11日 - 1907年8月6日
- 笹間知之 歩兵少佐：1907年8月6日 - 1908年12月21日
- 村手彦増 歩兵少佐：1908年12月21日 - 1912年3月16日
- 土山小一 歩兵中佐：1912年3月16日 - 1914年1月14日
- 白石通則 歩兵中佐：1914年1月14日 - 1916年1月14日
- 長渡忠被 歩兵中佐：1916年1月14日 - 1917年8月6日
- 山本宜一 歩兵中佐：1917年8月6日 - 1920年8月10日[12]
- 宮崎虎喜 歩兵中佐：1920年8月10日[12] - 1922年8月15日[13]
- 伊藤儀市 歩兵大佐：1922年8月15日[13] - 1923年8月6日[14]
- 田中豊 歩兵大佐：1923年8月6日[14] - 1924年12月15日[15]
- 渡辺寛 歩兵大佐：1924年12月15日[15] -
- 南雲親一郎 歩兵大佐：1935年3月15日 - 1936年3月28日[16]
- 福島戊 歩兵大佐：1936年3月28日[16] - 1937年12月1日[17]
- 神野亀市 歩兵大佐：1937年12月1日 - 1938年7月15日[17]
- 水上源蔵 歩兵大佐：1939年9月12日[18] -

津連隊区兼津地区司令官
- 石谷甚三郎 予備役陸軍少将：1945年3月31日[19] -